# San Luis (Guatemala)
San Luis é um município da Guatemala do departamento de El Petén.